# Gabriel Astruc
Pour les articles homonymes, voir Astruc.

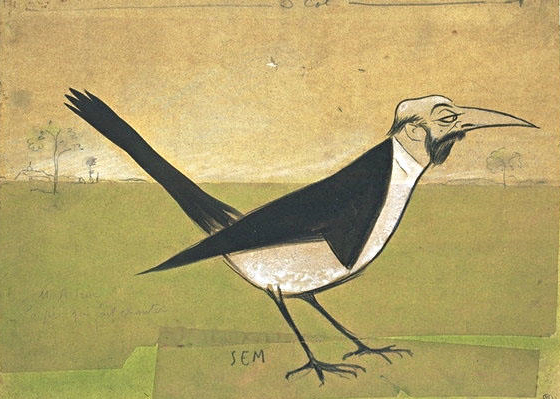
Caricature de Georges Sem

Gabriel Astruc est un journaliste et directeur de théâtre français né à Bordeaux le 14 mars 1864 et mort à Paris 16e le 7 juillet 1938. Il a été à la fois éditeur, imprésario, organisateur de concerts, agent artistique et auteur dramatique.

## Biographie
Il est le fils du rabbin Élie-Aristide Astruc (1831-1905) qui, après des études religieuses à Metz, fut adjoint du grand-rabbin de Paris (1857), grand-rabbin de Belgique (1866-1879) et l'un des fondateurs de l'Alliance israélite universelle.
Il commence ses études à l'Athénée de Bruxelles puis les poursuit à partir de 1877 au lycée Fontanes (lycée Condorcet). En 1881, il est un des quatre élèves de Condorcet qui sont à l'origine du Racing Club (plus tard de France).
Il est journaliste, « soiriste » et chroniqueur parlementaire de 1885 à 1895.
De 1897 à 1904, Gabriel Astruc s'associe à son beau-père Wilhelm Enoch à la tête des éditions musicales Enoch, avant de fonder, en 1904, sa propre maison d'édition de musique, où il fait paraître notamment Shéhérazade et le Quatuor de Maurice Ravel, avant de céder ces deux œuvres aux éditions musicales Durand en octobre 1910.
Il crée en 1902 la luxueuse revue Musica et devient en 1904 organisateur de concerts et agent artistique en fondant la Société musicale au Pavillon de Hanovre (il sera notamment l'imprésario de Mata Hari), où sont donnés plus de mille concerts de 1905 à 1912 sous le nom de « Grande Saison de Paris », dont une saison italienne avec Caruso et la Melba en 1905, la création de Salomé sous la direction de Richard Strauss en 1907, les Ballets russes de Diaghilev en 1909, le Metropolitan Opera dirigé par Toscanini en 1910, la création du Martyre de Saint-Sébastien de Debussy d'après Gabriele D'Annunzio en 1911.
Il a été présenté à Serge de Diaghilev par la comtesse Greffulhe, née Élisabeth de Caraman-Chimay, fondatrice et présidente de la Société des grandes auditions musicales de France, qui fait appel à lui pour produire les nombreux concerts qu'elle organise.
Il fait construire le théâtre des Champs-Élysées, avenue Montaigne à Paris avec le concours du financier Gabriel Thomas. Il confie le projet dans un premier temps à son ami l’architecte Henri Fivaz qui s'associe avec Roger Bouvard, le fils du directeur des services de l'architecture de la ville de Paris, Joseph Bouvard. C'est le peintre Maurice Denis, proche de Gabriel Thomas, qui lui conseille de faire appel à l'architecte belge Henry Van de Velde. La direction du chantier est confiée à Marcel Guilleminault, mais la réalisation finale reviendra aux frères Perret, Auguste et Gustave, auxquels Van de Velde fait appel pour la réalisation du projet en béton armé. Le théâtre est achevé en 1913. Gabriel Astruc est ruiné après une première saison brillante. Léon Daudet en profite pour publier le 6 novembre 1913 en une de L'Action française un article fielleux (il se réconciliera avec lui aux funérailles de Marcel Proust). Déjà, en 1909, une campagne antisémite de Charles Maurras avait empêché l'attribution d'un emplacement sur les Champs-Élysées pour son futur théâtre.
Après la Première Guerre mondiale, il travaille dans le domaine de la radio et de la publicité.
Le 24 août 1930, il seconde son parent Charles Mapou pour organiser les festivités pour l'inauguration du quai Maurice-Ravel à Ciboure, où sont conviés Maurice Ravel, la chanteuse Madeleine Grey, le dramaturge Henry Bernstein, le violoniste Jacques Thibaud, le pianiste Robert Casadesus, l'orchestre étant dirigé par Philippe Gaubert qui reprend la flûte à cette occasion.
Le 10 juillet 1938, ses obsèques ont lieu au Cimetière Montparnasse en présence notamment de sa veuve, Marguerite Enoch, de sa fille Lucienne Astruc, de ses beaux-frères Daniel Enoch et Georges Enoch, directeurs des éditions musicales Enoch, et de nombreuses personnalités dont Jacques Rouché.

## Écrits
- Le pavillon des fantômes : Souvenirs / Nouvelle édition augmentée présentée par Olivier Corpet, Paris, Mémoire du Livre, 2003, 473 p. (ISBN 2-913867-50-2, BNF 39099601)Réédition augmentée d'un livre paru en 1929 aux éditions Grasset et réédité en 1987 aux éditions Belfond
- Mes scandales  (préf. Émile Vuillermoz), Paris, Éditions Claire Paulhan, coll. « Tiré-à-part », 2013, 159 p. (ISBN 978-2-912222-43-5, BNF 43752711)[12]Introduction de Myriam Chimènes et Olivier Corpet

Théâtre
- Le Bain de la mariée, comédie bouffe en 1 acte, en prose, avec Pierre Soulaine, Paris, théâtre du Palais-Royal, 6 septembre 1888
- La Matérielle, comédie en 1 acte, Paris, théâtre Antoine, 7 novembre 1903